# Нобель Техно
«Нобель Техно» — фестиваль детского технического творчества в республике Коми, учрежденный компанией «Нобель Ойл» в 2013 году.

## О фестивале
Фестиваль был учрежден 23 июля 2013 года. Идея создания «Нобель-Техно» принадлежит президенту компании «Нобель Ойл» Григорию Гуревичу. Инициативу компании «Нобель Ойл» поддержали Правительство республики Коми и ЗАО "Коммерческий Банк «Рублёв».
Цель фестиваля — формирование устойчивого интереса молодежи к техническим и инженерным наукам. Фестиваль призван поддерживать и развивать у детей навыки технического творчества; выявлять и поощрять лучшие учреждения дополнительного образования детей технической направленности; оказать воздействие на выбор молодежи профессий, востребованных экономикой региона.
В качестве экспертов на фестивале «Нобель Техно» выступают члены Коми научного центра Уральского отделения РАН.
В проекте могут принять участие школьники Сыктывкара, Усинска, Воркуты, Инты, Ухты, Печоры, Сосногорска и Сысольского района.
Фестиваль «Нобель Техно» стал продолжением в последовательной реализации программы социальной поддержки талантливых детей в регионах присутствия компании «Нобель Ойл». Ранее на территории республики Коми уже успел зарекомендовать себя проект Малая Нобелевская премия республики Коми, учрежденная компанией в 1993 году.

## Номинации
В рамках фестиваля учреждено 11 номинаций по двум направлениям:
- техническое моделирование: авиамоделизм; судомоделизм; автомоделизм; авто- и мотодело; архитектура; робототехника; исторические реконструкции);
- проектные разработки: инженерно-технические проекты; информационные технологии и программирование; технический дизайн; компьютерное моделирование узлов, механизмов).[5]

## Награждение
Экспертная комиссия определяет по одному призеру в каждой номинации и возрастной категории в личном зачете. Победители награждаются дипломом, Малой Золотой медалью фестиваля и денежной премией. Кроме индивидуальных призеров жюри выделяет учреждения-победителей фестиваля I, II и III степени. Учреждениям-победителям вручаются дипломы, Большая Золотая медаль фестиваля и сертификаты на приобретение материально-технического оборудования на сумму 100 000, 70 000 и 50 000 рублей соответственно.